# عبد الرزاق الحمامي
عبد الرزاق الحمامي، (13 أكتوبر 1935 - 31 أكتوبر 2012)، مخرج تونسي.

## حياته
ولد عبد الرزاق الحمّامي يوم 13 أكتوبر 1935 في مدينة القيروان. بعد تعليمه الابتدائي والثانوي انتقل إلى فرنسا حيث زاول تعليمه بمدرسة الفنون الدرامية بمدينة سترازبورغ. بعد ختم تعلميه بهذه المدرسة سنة 1960 عاد إلى تونس ليصبح من أكبر المخرجين ومن أهم رجالات السينما والمسرح.

## أعماله
له أعمال عديدة منها:

### المسلسلات
- - الحاج كلوف 1970
  - خالد بن الوليد 1974
  - الإمام سحنون 1975
  - ماك بن أنس 1978
  - محكمة وبعد 1980 اضحك للدنيا 1999 والجزء التاني 2000

### الأفلام التسجيلية
- - الجلاء 1966
  - الضاحية 1967